# Zhou Qian
Zhou Qian (chinesisch 周倩, Pinyin Zhōu Qiàn; * 11. März 1989 in Miluo) ist eine chinesische Ringerin. 2021 gewann sie die Bronzemedaille bei den Olympischen Spielen in Tokio in der Gewichtsklasse bis 76 kg.

## Werdegang
Zhou Qian begann im Jahr 2003 mit dem Ringen und ist seit 2005 Mitglied des Ringerteams der Provinz Hunan.
Ihren ersten internationalen Wettkampf im Seniorenbereich bestritt Zhou 2014 mit der Teilnahme an den Weltmeisterschaften in Taschkent in der Gewichtsklasse bis 75 kg. Dort verlor sie in der Qualifikationsrunde gegen Adeline Gray. Da die US-Amerikanerin ins Finale kam, trat Zhou in der Hoffnungsrunde an. In dieser konnte sie erst Yasemin Adar aus der Türkei bezwingen und besiegte im Kampf um Bronze die Estin Epp Mäe.
2015 konnte Zhou Qian neben Podiumsplatzierungen bei internationalen Wettkämpfen in Frankreich und Spanien ebenfalls bei den Asienmeisterschaften in Doha eine Medaille in der Klasse bis 75 kg erringen. Dabei gewann sie Bronze im Kampf gegen Hwang Eun-ju aus Südkorea. In demselben Jahr fanden die Weltmeisterschaften in Paradise, USA, statt, an denen Zhou ebenfalls teilnahm. Auf dem Weg ins Finale ließ sie erneut Epp Mäe sowie die Japanerin Chiaki Iijima und Andrea Olaya aus Kolumbien hinter sich. Im Finale musste sie sich erneut Adeline Gray geschlagen geben und gewann die Silbermedaille.
2016 gewann Zhou Qian bei den Chinesischen Meisterschaften sowie 2017 bei den Nationalen Spielen von China in der 75-kg-Gewichtsklasse.
Bei den Asienmeisterschaften 2018 in Bischkek konnte Zhou im Finale die Japanerin Hiroe Minagawa bezwingen und gewann die Goldmedaille. Im August desselben Jahres gab es bei den Asienspielen in Jakarta ebenso Gold für sie. Nach Siegen über Elmira Sysdykowa Kasachstan, und Hwang Eun-ju ging es im Finalkampf der 76-kg-Gewichtsklasse erneut gegen Hiroe Minagawa.
Bei den Weltmeisterschaften 2019 reichte es für Zhou Qian lediglich für Rang 5 in der Gewichtsklasse bis 76 kg, nachdem sie gegen Hiroe Minagawa und im Kampf um Bronze gegen Epp Mäe unterlag. Diese Platzierung sicherte einen Startplatz für China bei den Olympischen Spielen 2020, für den Zhou auch nominiert wurde.
Im August 2021 trat Zhou Qian bei den Olympischen Spielen in Tokio im Freistilringen der Frauen in der Klasse bis 76 kg an. Im Viertelfinale unterlag sie der späteren Olympiasiegerin Aline Rotter-Focken. Über die Hoffnungsrunde gelangte sie in den Kampf um Bronze, in dem sie Hiroe Minagawa per Schultersieg bezwingen konnte und sich somit eine olympische Medaille sicherte.